# مصطفى صفوان
مصطفى صفوان (17 مايو 1921 - 7 نوفمبر 2020)، هو كاتب ومحلل نفسي مصري أقام بفرنسا، له العديد من الكتابات المنشورة باللغة الفرنسية والتي تُرجم بعضها إلى اللغة العربية.
تخرج في جامعة فاروق الأول (جامعة الإسكندرية حاليًا) في الدفعة الأولى عام 1934، وفي أواخر الأربعينيات سافر صفوان إلى باريس لاستكمال دراسته العليا وارتبط آنداك بجاك لاكان وبعد عودته وعمله في الجامعة المصرية تعرض لموقف قد ييدو بسيطا جدا مع حرس الجامعة لكنه كان حاسما بالنسبة له لاتخاذ قرار الهجرة إلى فرنسا.

## من مؤلفاته
- الكلام أو الموت (اللغة بما هي نظام اجتماعي: دراسة تحليلية نفسية)، 2003.[4]
- أربعة دروس في التحليل النفسي، 2004.[5]
- لماذا العرب ليسوا أحرارًا، 2007.[6]
- حضارة ما بعد الأوديبية.[3]
- نحو عالم عربي مختلف، 2017.[7]